# Dryotype
Dryotype là một chi bướm đêm thuộc họ Noctuidae.

## Loài
- Dryotype opina (Grote, 1878)